# دبسي عفنان (الرقة)
دبسي عفنان قرية سورية تتبع ناحية المنصورة في منطقة الثورة في محافظة الرقة. بلغ عدد سكانها 3833 نسمة في عام 2004 حسب إحصاء المكتب المركزي للإحصاء.